# Josep Maria Ots Capdequí
Josep Maria Ots Capdequí (València, 5 de desembre de 1893 - Benimodo, 20 de setembre de 1975) fou un jurisconsult valencià, historiador del dret, especialment del dret colonial en Amèrica, també conegut com a dret indià.

## Biografia
Es llicencià en dret per la Universitat de València el 1914, i guanyà una auxiliaria de la facultat malgrat la forta oposició del sector més dretà del professorat, que l'acusava de ser un esquerrà perillós, fins al punt de produir-se en la votació escenes violentes i la retirada d'algun membre del tribunal de manera aïrada. El 1916 obtingué el doctorat per la Universitat de Madrid, amb la tesi titulada Bosquejo histórico acerca de los derechos de la mujer casada en la legislación de Indias. Entre el 1915 i el 1918, pensionat pel Centre d'Estudis Històrics, en la secció dirigida pel seu mestre Rafael Altamira, investigà en l'Arxiu General d'Índies el dret de família i el dret de successió en la legislació colonial espanyola. El 1921 accedí a la càtedra d'història en la facultat de dret de Barcelona, i als dos mesos la permutà per la càtedra d'Oviedo. Posteriorment passà a exercir la mateixa càtedra en la Universitat de Sevilla (1924) i després en la de València (1931). La Junta per a l'Ampliació d'Estudis el comissionà per a dissenyar i engegar els estudis americanistes de la Universitat de Sevilla, on el 1932 posà en marxa el Centre d'Estudis d'Història d'Amèrica, al qual li fou concedida la facultat d'atorgar el grau de doctor en història d'Amèrica, i el dirigí fins al 1936, simultanejant aquest càrrec amb la càtedra de València. Aquest centre seria l'antecedent, una vegada depurat el seu personal després de la guerra civil, de l'Escola d'Estudis Hispanoamericans, dependent del Consell Superior d'Investigacions Científiques. Ots dirigí també, a partir del 1928, l'Institut Hispanocubà d'Història d'Amèrica, finançat pel mecenes Rafael González de Abreu, vescomte de los Remedios.
El colp d'estat del 18 de juliol de 1936 sorprengué Ots Capdequí a València, i aquí fundà i presidí l'Aliança d'Intel·lectuals per a la Defensa de la Cultura. A més d'això, com a militant d'Esquerra Republicana, Ots Capdequí ocupà diversos càrrecs sota el govern de la República, entre els quals el de degà de la facultat de dret i el de responsable de les universitats en el ministeri d'Instrucció Pública, així que en finalitzar la guerra civil fou depurat, com molts altres intel·lectuals republicans, i s'hagué d'exiliar, primer a Orà, després a Marsella, a París i finalment a Amèrica, on exercí la docència en diverses universitats de Puerto Rico, República Dominicana, Perú, Veneçuela, Mèxic, i especialment com a professor de la Universitat Nacional de Colòmbia. El 1953 tornà a València, on al cap d'una desena d'anys, pocs mesos abans de la seua jubilació acadèmica el 1963, aconseguí que li fos restituïda la càtedra d'història del dret, tot i l'oposició aferrissada d'alguns col·legues que al·legaven contra ell la seua ideologia d'esquerres.

## Obres
- Bosquejo histórico acerca de los derechos de la mujer casada en la legislación de Indias. Madrid: Reus, 1920.
- El Estado Español en las Indias. Mèxic DF: Fondo de Cultura Económica, 1946.
- España en América: las instituciones coloniales (2a edició). Bogotà: Universidad Nacional de Colombia, 1952.
- Instituciones de Gobierno del Nuevo Reino de Granada durante el siglo XVIII (2a edició). Bogotà: Universidad Nacional de Colombia, 1952.
- España en América: el régimen de tierras en la época colonial. Mèxic DF, Fondo de Cultura Económica, 1959
- Historia del Derecho español en América y del Derecho indiano. Madrid: Aguilar, 1968. ISBN 9788403250444
- Obra dispersa. València: Generalitat, 1992. ISBN 9788478908387